# Братья (Менандр)
«Братья» (др.-греч. Ἀδελφοί) — комедия древнегреческого драматурга Менандра (IV—III века до н. э.), существовавшая в двух редакциях (либо речь идёт о двух разных пьесах с одним названием). От неё сохранился только ряд фрагментов в виде цитат у других античных авторов. Одна из редакций (или самостоятельных пьес) стала оригиналом для комедии Теренция «Братья» (причём был изменён финал), другая — для комедии Плавта «Стих».